# Перед тим, як ми зникнемо
«Перед тим, як ми зникнемо» (яп. 散歩する侵略者, Sanpo suru shinryakusha) — японський фантастичний фільм-драма 2017 року, поставлений режисером Кійосі Куросавою за п'єсою Томохіро Маекава 2005 року. Фільм було відібрано для участі в програмі «Особливий погляд» 70-го Каннського міжнародного кінофестивалю (2017). .

## Сюжет
Нарумі Касе часто сварилася з чоловіком. Після чергового скандалу він навіть пішов з дому, а коли повернувся через кілька днів, то був абсолютно іншою людиною — ніжним, м'яким, чуйним. Єдиний мінус: віднині щодня Сіндзі йшов з дому «на прогулянку». Незабаром в окрузі стали відбуватися дивні речі, починаючи з серійних вбивств і викрадень. А одного дня Сіндзі повернувся з прогулянки і зізнався дружині, що він — прибулець з космосу, що захопив тіло її чоловіка, та що має намір незабаром підкорити людство.

## У ролях
| • Масамі Нагасава    | … | Нарумі Касе        |
| • Рюхей Мацуда       | … | Сіндзі Касе        |
| • Хірокі Хасегава    | … | Сакураї, журналіст |
| • Махіро Такасугі    | … | Амано              |
| • Юрі Цунемацу       | … | Акіра Тачибана     |
| • Ацуко Маеда        | … | Асумі Касе         |
| • Шинношуке Міцушіма | … | Маруо              |
| • Масахіро Хайєшайд  | … | пастор             |
| • Кеко Коїдзумі      | … | лікар              |
| • Кадзуя Коджима     | … | детектив Курумада  |

## Нагороди та номінації
| Список нагород та номінацій         | Список нагород та номінацій | Список нагород та номінацій | Список нагород та номінацій | Список нагород та номінацій | Список нагород та номінацій |
| Кінопремія                          | Дата церемонії              | Категорія                   | Номінант(и)                 | Результат                   | Дж                          |
| ----------------------------------- | --------------------------- | --------------------------- | --------------------------- | --------------------------- | --------------------------- |
| Каннський міжнародний кінофестиваль | 27.05.2017                  | Приз «Особливий погляд»     | Перед тим, як ми зникнемо   | Номінація                   | [ 4 ]                       |